# Отклонение решений автономной системы
Отклонение решений автономной системы дифференциальных уравнений в векторном виде {\displaystyle {\frac {d{\bar {x}}}{dt}}={\bar {f}}({\bar {x}})} с однозначной разрешимостью задачи Коши {\displaystyle {\bar {x}}={\bar {x}}(t,{\bar {\alpha }})}, {\displaystyle {\bar {x}}(0,{\bar {\alpha }})={\bar {(}}\alpha )}, вызванное возмущением {\displaystyle \triangle {\bar {\alpha }}} начального значения {\displaystyle {\bar {\alpha }}} — функция
{\displaystyle \triangle (t)={\begin{Vmatrix}{\bar {x}}(t;{\bar {\alpha }}+\triangle {\bar {\alpha }})-{\bar {x}}(t;{\bar {\alpha }})\end{Vmatrix}}},
определённая на промежутке изменения {\displaystyle t}, где заданы оба рассматриваемых значения. В силу автономности систем допусти́м сдвиг аргумента, поэтому
{\displaystyle \triangle (t)={\begin{Vmatrix}{\bar {x}}(t+t_{0};t_{0},{\bar {\alpha }}+\triangle {\bar {\alpha }})-{\bar {x}}(t+t_{0};t_{0},{\bar {\alpha }})\end{Vmatrix}}}
при любом {\displaystyle t_{0}\in \mathbb {R} }